# The Only Garden
The Only Garden é um EP da banda japonesa de visual kei Exist Trace, lançado em 29 de julho de 2020 com seis faixas. É o primeiro lançamento da banda desde o EP Royal Straight Magic em 2016.

## Visão geral
As músicas do EP já foram tocadas em apresentações ao vivo, mas ainda não haviam sido lançadas oficialmente. A banda conta que é seu primeiro álbum gravado sem todos os membros estarem juntos o tempo todo, devido a pandemia de COVID-19. Miko, a guitarrista, disse que a capa representa o sangue das integrantes encharcando uma rosa.

## Faixas
| N.º | Título                             | Duração |  |
| 1.  | "Existence"                        | 3:47    |  |
| 2.  | "I'm still not dead"               | 3:11    |  |
| 3.  | "Acacia"                           | 4:31    |  |
| 4.  | "Selection"                        | 3:45    |  |
| 5.  | "Power of One" (vocal retake ver.) | 3:54    |  |
| 6.  | "Garden"                           | 4:16    |  |

## Ficha técnica
- Jyou - vocais
- Omi - guitarra
- Miko - guitarra
- Naoto - baixo
- Mally - bateria